# 圣瑟兰德帕莱讷
圣瑟兰德帕莱讷（法語：Saint-Seurin-de-Palenne，法語發音：[sɛ̃ sœʁɛ̃ də palɛn]）是法国滨海夏朗德省的一个市镇，位于该省中东部，属于桑特区。

## 地理
圣瑟兰德帕莱讷（45°37'30"N, 0°30'50"W）面积4.03 平方千米，位于法国新阿基坦大区滨海夏朗德省，该省份为法国西部滨海省份，北起旺代省，西临大西洋，南至吉倫特省，东南接多爾多涅省，东北接德塞夫勒省接壤，东临夏朗德省。
与圣瑟兰德帕莱讷接壤的市镇（或旧市镇、城区）包括：布尼欧、蒙蒂勒、佩里尼亚克、圣莱热。

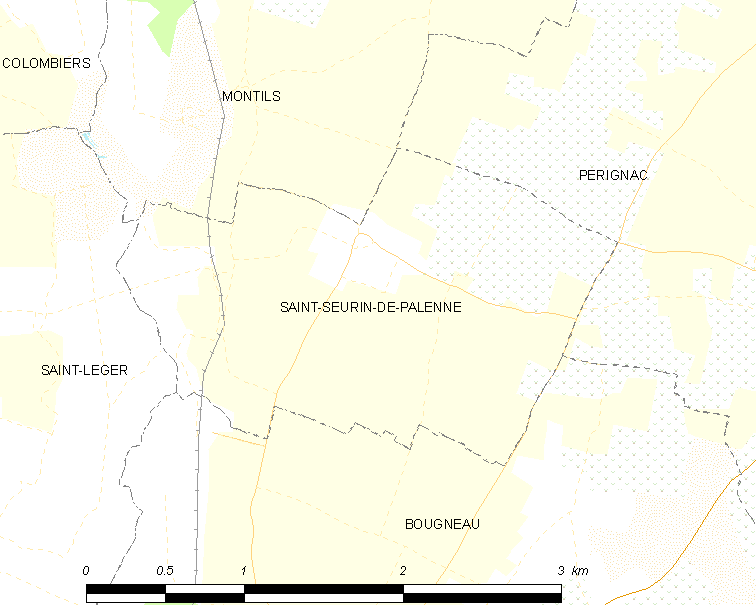
圣瑟兰德帕莱讷的OSM定位图

圣瑟兰德帕莱讷的时区为UTC+01:00、UTC+02:00（夏令时）。

## 行政
圣瑟兰德帕莱讷的邮政编码为17800，INSEE市镇编码为17398。

## 政治
圣瑟兰德帕莱讷所属的省级选区为蓬镇县。

## 人口

1962-2008年间圣瑟兰德帕莱讷人口变化图示

圣瑟兰德帕莱讷于2022年1月1日时的人口数量为166人。